# Emerson, Lake & Palmer (musikalbum)
Emerson, Lake & Palmer är progrockgruppen Emerson, Lake & Palmers självbetitlade debutalbum, utgivet 1970. Redan på detta album märks en dragning åt mörkare teman. Skivan är känd som en av de första rockalbumen där man använder en Moog-synt. 
Albumet nådde 4:e plats på UK Albums Chart och Billboardlistans 18:e plats. "Lucky Man" nådde 48:e plats på singellistan i USA.

## Låtlista
1. "The Barbarian" (Béla Bartók/Keith Emerson/Greg Lake/Carl Palmer) - 4:35
2. "Take a Pebble" (Greg Lake) - 12:39
3. "Knife Edge" (Leoš Janáček/Keith Emerson/Richard Frazer/Greg Lake) - 5:10
4. "The Three Fates: Clotho/Lachesis/Atropos" (Keith Emerson) - 7:47
5. "Tank" (Keith Emerson/Carl Palmer) - 6:53
6. "Lucky Man" (Greg Lake) - 4:40